# ボルボ・C70
ボルボ・C70はボルボ・カーズが製造・販売するクーペカブリオレタイプの乗用車である。下述するように、かつてはクーペタイプも販売されていた。

## 初代
まず1996年のパリサロンにてお目見えし、翌1997年に発売開始。850をベースとし、それまでの「角」を基調としたボルボ車のデザインを大きく変え、流麗なボディラインを導入した。このデザインはV70以降のボルボ車にも取り入れられることとなる。駆動方式はFF。エンジンユニットは2.3リッター直列5気筒DOHCライトプレッシャーターボチャージドエンジン。
1999年のマイナーチェンジでエンジン排気量が2.4リッターに変更された。
2001年にはカブリオレが追加された。電動式のソフトトップを備え、側面衝突対応システムをカブリオレ用に改良したものを採用した。
2004年のマイナーチェンジでターボがライトプレッシャーからハイプレッシャーに変更され（排気量が再び2.3リッターとなる）出力が大幅に向上した。

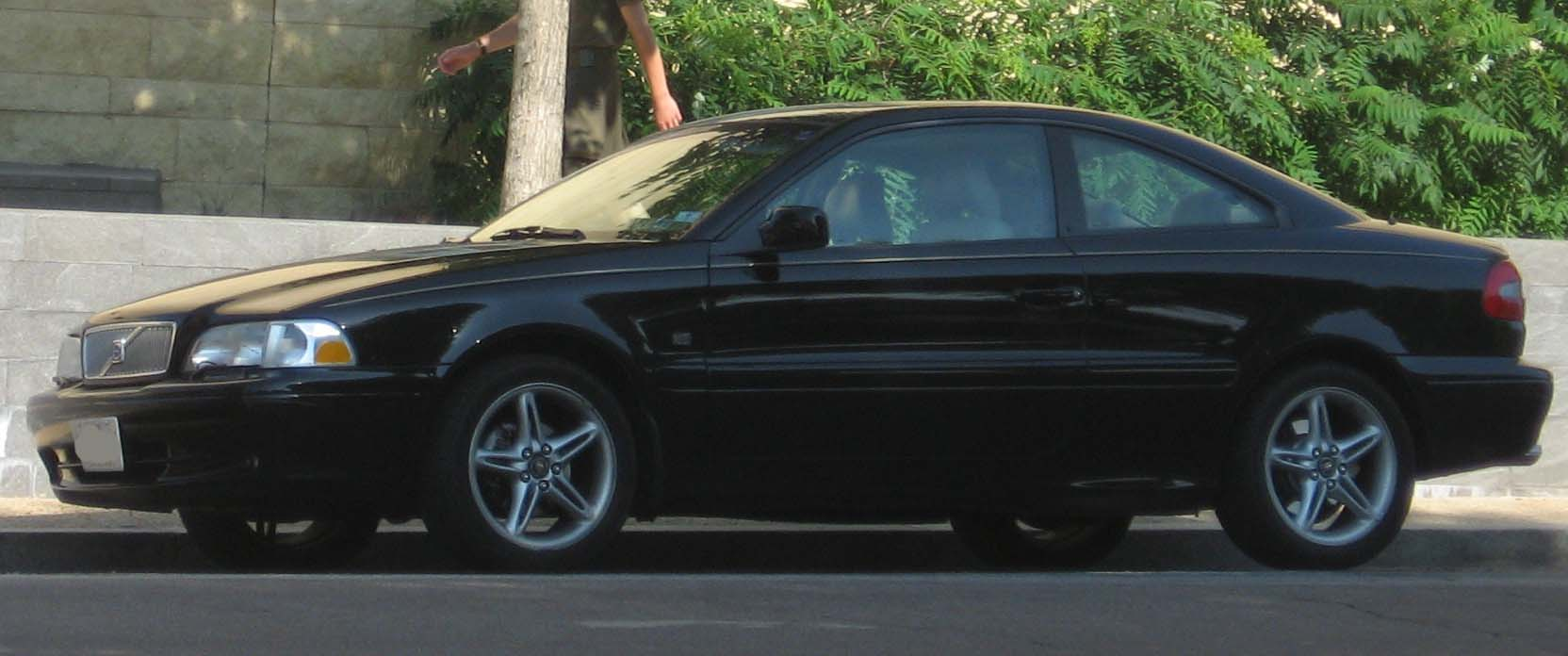
初代クーペ

## 2代目
2005年のフランクフルトショーにてデビューし、2006年から発売開始。デザインは前期・後期とも、のちにXC60も手がけたチーフデザイナーのフェディ・タルスマによるものである。生産はピニンファリーナと共同出資で設置された工場で行なわれる。車台はS40/V50と共通。ボディタイプは「クーペ」と「カブリオレ」を統合し「コンバーチブル」のみ用意され、その屋根は初代のソフトトップからスチール製の3分割開閉式電動ハードトップに変更された。日本国内では2.4L直列5気筒ターボと同NAの2タイプのエンジンが用意される。安全面ではカブリオレとしては世界初となる「ドア内蔵カーテンシールドエアバッグ」を採用している。
2009年9月にはヨーロッパ仕様が大幅なリフトフェイスを受け、翌2010年3月に日本向けもマイナーチェンジを受けた。尚、エンジンはターボモデルのみとなった。
2013年に生産を終了した。

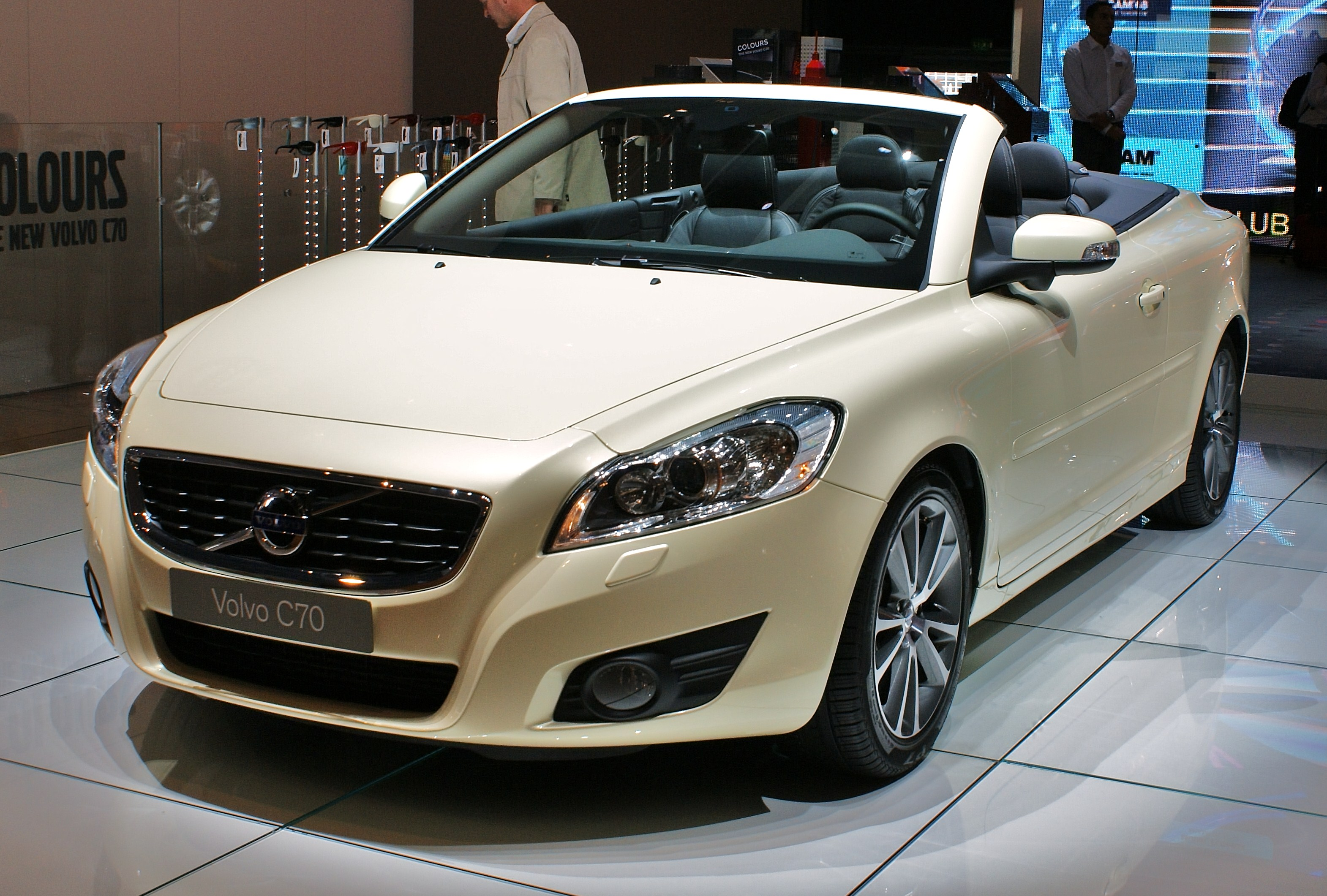
マイナーチェンジ後のフロント （フランクフルトショーにて）

## リンク
- ボルボカーズジャパン C70カブリオレ/コンバーチブル (公式サイト)